# Glyphidops flavifrons
Glyphidops flavifrons är en tvåvingeart som först beskrevs av Jacques-Marie-Frangile Bigot 1886.  Glyphidops flavifrons ingår i släktet Glyphidops och familjen Neriidae.
Artens utbredningsområde är Arizona. Inga underarter finns listade i Catalogue of Life.